# Sicyoeae
Sicyoeae — триба рослин родини гарбузових, яка включає 11 родів і ≈ 265 видів з тропічних і спекотних регіонів Азії, Австралазії, Північної й Південної Америк, Африки; деякі види інтродуковані до Європи.

## Склад триби
- Роди: Cyclanthera – Echinocystis – Echinopepon – Hanburia – Hodgsonia – Linnaeosicyos – Luffa – Marah (у т. ч. Megarrhiza) – Nothoalsomitra – Sicyos (у т. ч. Frantzia) – Trichosanthes[1]